# Mike Brewer (Moderator)

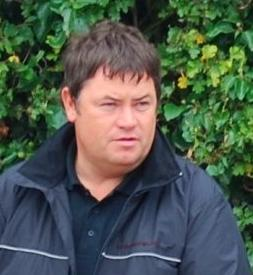
Mike Brewer

Michael H. „Mike“ Brewer (* 28. August 1964) ist ein englischer Gebrauchtwagenhändler und Moderator. Er ist vor allem aus der auf DMAX ausgestrahlten Serie Die Gebrauchtwagen-Profis bekannt.

## Leben
Sein Interesse für Automobile wurde durch seinen Vater geweckt, der einen getunten Ford Popular mit den Namen Pinball wizard besaß.

## Fernsehkarriere
Seit 2003 ist er als Autohändler beim Discovery-Channel-Format Wheeler Dealers (deutsch: Die Gebrauchtwagenprofis) zu sehen, der ungepflegte Gebrauchtwagen aufkauft, herrichten lässt und meistens mit Gewinn weiterverkauft. Bis Mai 2017 stand ihm Edd China als Mechaniker zur Seite, aktuell ist es Ant Anstead. Darüber war und ist er in weiteren automobilbezogenen Serien des Discovery Channels zu sehen. 2010 wurde in Afghanistan ein Hubschrauber mit ihm an Bord während Dreharbeiten zu Frontline Battle Machines beschossen.

## Gebrauchtwagenhandel
Mike Brewer leitet zwei Autohäuser der britischen Kette Evolution Funding Ltd. in Sheffield und Luton.

## Auszeichnungen
- 2004 erhielt er den Fernsehpreis Best In Vision Personality der Royal Television Society.[3]